# Somethin' Special (Beijing Olympic Mix)
"Somethin' Special (Beijing Olympic Mix)" é uma canção da cantora norte-americana de pop Colbie Caillat. A canção foi lançada em 29 de julho de 2008, para caridade. A canção também está presente no álbum AT&T TEAM USA Soundtrack e na trilha sonora oficial das Olimpíadas de Pequim 2008.

## Charts
| Chart (2008)           | Melhor posição |
| ---------------------- | -------------- |
| U.S. Billboard Hot 100 | 98             |